# Gli amanti latini
(Franco Franchi)
Gli amanti latini è un film del 1965 diretto da Mario Costa. È diviso in cinque episodi: La grande conquista, Il telefono consolatore, L'irreparabile, Amore e morte, Gli amanti latini.

## La grande conquista
Augusto, spavaldo dongiovanni romano, si vanta con il suo amico Maurizio di avere quasi conquistato una bellissima americana. Tutto sembra procedere per il meglio quando, partito il marito per affari, la donna invita Augusto nella sua stanza per una notte d'amore. Al mattino l'uomo si risveglia accanto ad una ragazza bruttissima: l'americana ha inteso sfruttare la situazione per far passare una notte piacevole alla cugina, bruttina e complessata.

## Il telefono consolatore
La seria e virtuosa Beata dirige un'opera di carità, il "telefono consolatore", in cui si occupa di prestare conforto a persone disperate. Viene contattata da Arminio, che non riesce a consumare la prima notte di nozze perché la moglie, che non ha avuto un'adeguata educazione sessuale, è terrorizzata. Beata accorre personalmente e ogni tentativo fallisce finché lei stessa e Arminio ingelosiscono la sposina simulando un approccio sessuale. Riconciliati i giovani coniugi, Beata diventa improvvisamente più intraprendente, al punto da invitare a casa propria un collega giovane e molto piacente.

## L'irreparabile
In Sicilia, il barone Rosario Sciacca di Scordia, detto Saro, è innamoratissimo di Lucia, una ragazza di buona famiglia, ma i genitori di lei si rifiutano di acconsentire alle nozze. Saro e Lucia organizzano una "fuitina" per mettere i parenti di fronte al fatto compiuto, ma durante la notte il barone si accorge che la ragazza non è illibata, e non vuole più saperne di sposarla. Però, essendo la ragazza minorenne, viene trascinato in commissariato, con l'accusa di diffamazione e violenza carnale: davanti alla polizia, Lucia nega di aver avuto altri rapporti in precedenza, non potendosi più provare il contrario, e i genitori di lei sono prontissimi alla denuncia. Saro non ha altra scelta che acconsentire al matrimonio.

## Amore e morte
Antonio Gargiulo, un modesto impiegato, giunto all'ospedale per ritirare delle analisi, scopre di essere in ottima salute: contemporaneamente una ragazza si dispera perché ha appena scoperto che suo nonno è malato terminale. Antonio, d'accordo con la giovane, decide di scambiare le sue analisi con quelle dell'anziano, con il pretesto di fare un'opera pietosa nei confronti di quest'ultimo. Dopo che Antonio ha sparso la voce di avere pochi mesi di vita, il capufficio e i colleghi decidono di fare una colletta per rallegrare quel che gli resterebbe da vivere: lui ne approfitta per darsi alla pazza gioia con l'amante, fra l'altro ricoprendola di biglietti di banca.

## Gli amanti latini
Franco va a trovare l'amico Ciccio in vacanza a Taormina, sperando di fare numerose conquiste e di poterle riferire ai compaesani; in realtà le avventure di Ciccio sono inventate e comunque dopo tre giorni né lui né Ciccio hanno conquistato una ragazza. Nel frattempo si viene a sapere che Brigitte, una ragazza tedesca, è costretta ad abbreviare la sua vacanza in Italia perché ha finito i soldi: Franco si offre di pagare una settimana di albergo in cambio di una notte d'amore, la ragazza accetta e fa salire Franco in camera. Ciccio, indispettito, costringe Franco a confessare l'accordo e quindi propone lo stesso accordo alla ragazza. Brigitte anche questa volta accetta ma una volta salita in camera e presi i soldi da Ciccio, si strappa i vestiti e lo ricatta, minacciando una denuncia per violenza carnale: in realtà aveva rifiutato di concedersi anche a Franco usando lo stesso stratagemma. I due amici fanno pace e ritornano al loro paese dove si vanteranno di essere amanti latini.

## Accoglienza
Incasso lire 327.000.000 (valore attuale € 5.101.239,67). Spettatori 1.407.000.
Il film venne stroncato senza appello dalla critica nelle recensioni sui quotidiani, ed uguali giudizi si ritrovano negli attuali (2015) dizionari specializzati di film italiani.
"È il solito filmetto intessuto di belle ragazze. Il compito di risollevare le sorti della pellicola se lo assumono Totò e Gisella Sofio: e in verità, alcune battute sono, se non proprio da antologia dell'umorismo, almeno originali." Corriere d'Informazione, Milano, 11 settembre 1965.
"È vero che gli sceneggiatori di Amanti Latini hanno cercato di rinforzare la loro anemica brodaglia con qualche frecciatina suggerita dall'attualità. Proposito lodevole ma non sufficiente. Con un po' di buona volontà si può salvare tuttavia il pezzo affidato a Totò, nutrito, se non altro, di humus impiegatizio, nella tradizione di Courteline." Il Giorno, Milano, 11 settembre 1965".
"Squallido sottoprodotto in cinque episodi di quelli che vorrebbero far ridere, ma che destano nello spettatore sul momento una tetra noia e poi, in sede di ripensamento, una profonda tristezza. Totò appare nel quarto episodio, il meno peggio [..] " L'Unità, settembre 1965.
“Niente più che cinque barzellette stiracchiate sul mito del gallismo nazionale, nelle quali naturalmente le donne si mostrano più furbe (e più immorali) degli uomini: il livello delle battute è quello di Franco Franchi che si definisce un "latrin lover". Nemmeno Totò riesce a dare spessore a un personaggio fondamentalmente antipatico”. Il Mereghetti - dizionario dei film 2014, a cura di Paolo Mereghetti (voto: una stella).
"Film a episodi di scarso rilievo. Gli intenti satirici, che supponiamo fossero alle radici del film, scadono al livello di barzellette”. Il Farinotti 2014 - Dizionario di tutti i film, a cura di Pino Farinotti (voto: due stelle).